# Tsómet
Tsómet (hebreu צומת, cruïlla) és un partit polític d'Israel, de dreta política laica. Va ser fundat pel general Rafael Eitan el 1983, després del seu retir del càrrec de cap d'Estat Major el 1982. El va dirigir al llarg de la seva existència i l'organitzà com un partit de dreta laic amb un fort component agrari. Molts dels membres Tsómet i diputats eren veïns d'Eitan a Tel Adaixim (una petita comunitat agrícola). Va popularitzar la demanda pau per pau, contrària a la de pau per territoris, ja que eren contraris al retorn dels territoris ocupats als palestins.
Tsómet participà per primer cop a les eleccions legislatives d'Israel de 1984 en una llista conjunta amb el partit Tehiyà, i Eitan en fou el seu únic membre a la Kenésset. Tsómet i Tehiyà es van separar el 1987 i Tsómet participà en solitari a les eleccions de 1988, obtenint dos escons. El partit es va unir al govern de Yitzhak Shamir el 1990 i Eitan va ser nomenat Ministre d'Agricultura. No obstant això, el partit abandonà la coalició el desembre de 1991 en protesta per la participació de Shamir a la Conferència de Madrid.
A les eleccions de 1992 Tsómet va obtenir vuit escons, però no van ser inclosos en la coalició de govern d'esquerra. No obstant això, l'èxit del partit provocà també la seva caiguda. Cap dels nous membres de la Kenésset tenia cap experiència política i la majoria eren completament anònims. Una broma popular descrivia el partit com a "Raful i els set nans". Començaren les protestes contra el comportament tirànic de Raful i tres diputats –Gonen Segev, Esther Salmovitz i Alex Goldfarb– marxaren per a fundar el partit Yiüd, que també patí l'escissió de l’Atid. Els tres van deixar el partit perquè a Segev se li va oferir el càrrec de ministre d'Energia en el govern de Yitshaq Rabín si votaven a favor dels acords d'Oslo, als que s'oposava el Tzomet, i que no haurien estat aprovats sense el seu vot.
Tot això va reduir la popularitat del partit i a les eleccions de 1996 va optar per presentar-se en una llista conjunta amb Likkud i Guéixer sota el nom de "Llista Nacional de Camp". Tsómet es va assegurar diversos llocs relativament alts a la llista combinada, en part com a recompensa per la retirada d'Eitan com a candidat a primer ministre - les eleccions de 1996 van ser les primeres eleccions israelianes que disposaven d'un doble vot, un per a la Kenésset i una votació directa per al primer ministre. Finalment, tres candidats de Tsómet van obtenir escó, encara que un d'ells, Moshe Peled, es va separar per formar la seva pròpia facció Mekhorà abans d'unir-se a Molédet.
A les eleccions de 1999 Tsómet participà en solitari, però havia perdut gairebé tot el seu suport i només va obtenir 4.128 vots, menys del 10% del nombre necessari per creuar el llindar electoral de l'1,5%. Després de la humiliant derrota, Eitan es va retirar de la vida política.
En el període previ a les eleccions de l'abril del 2019, el parlamentari del Likkud Oren Hazan no va aconseguir aconseguir un lloc realista a la llista del Likkud i va rebre només una petita quantitat de vots a les primàries. Després del seu fracàs a les primàries del Likkud, Oren Hazan va declarar que abandonaria el Likkud i encapçalaria el seu propi partit, assumint el control del partit Tzomet, llargament inactiu. Hazan va reformar el partit, abandonant el secularisme i la conducta d'estadista d'Eitan a favor de la política i la retòrica populista de dreta del mateix Hazan. Sota Hazan, Tzomet va obtenir el millor resultat des de la partida d'Eitan, obtenint 2.417 vots. Tot i l'èxit marginal de Hazan, aquest resultat va estar lluny de ser suficient per assolir el llindar electoral i Oren Hazan va perdre el seu escó a la Knesset. Després del fracàs de Hazan a l'hora de reviure el partit, aquest va tornar a les mans de Moshe Gerin, que va tornar al partit la seva forma original, centrant-se en l'agrarisme i els assentaments. El partit va obtenir un resultat encara millor a les eleccions de setembre de 2019, rebent 14.805 vots (0,33% del vot popular).
El partit segueix existint i ha participat tant a les eleccions de 2003 com a les de 2006 però només van obtenir 2.023 i 1.342 vots respectivament. A les eleccions de 2009 va tornar a fracassar.

## Resultats electorals
| Any        | Líder        | Vots                           | %                              | Escons           | +/–              | Govern            |
| ---------- | ------------ | ------------------------------ | ------------------------------ | ---------------- | ---------------- | ----------------- |
| 1984       | Rafael Eitan | Coalició Tsómet-Tehiyà         | Coalició Tsómet-Tehiyà         | 1 / 120          | Nou              | Oposició          |
| 1988       | Rafael Eitan | 45,489                         | 2.0 (#10)                      | 2 / 120          | 1                | Coalició          |
| 1992       | Rafael Eitan | 166,366                        | 6.4 (#4)                       | 8 / 120          | 6                | Oposició          |
| 1996       | Rafael Eitan | Coalició Tsómet-Likkud-Guéixer | Coalició Tsómet-Likkud-Guéixer | 5 / 120          | 3                | Coalició          |
| 1999       | Rafael Eitan | 4,128                          | 0.1                            | 0 / 120          | 5                | Extraparlamentari |
| 2003       | Moshe Gerin  | 2,023                          | 0.06                           | 0 / 120          | =                | Extraparlamentari |
| 2006       | Moshe Gerin  | 1,342                          | 0.04                           | 0 / 120          | =                | Extraparlamentari |
| 2009       | Moshe Gerin  | 1,520                          | 0.05                           | 0 / 120          | =                | Extraparlamentari |
| Abril 2019 | Oren Hazan   | 2,417                          | 0.06                           | 0 / 120          | =                | Extraparlamentari |
| Set. 2019  | Moshe Gerin  | 14,627                         | 0.33                           | 0 / 120          | =                | Extraparlamentari |
| 2020       | Moshe Gerin  | No hi participen               | No hi participen               | No hi participen | No hi participen | Extraparlamentari |
| 2021       | Moshe Gerin  | 663                            | 0.02                           | 0 / 120          | =                | Extraparlamentari |
| 2022       | Moshe Gerin  | 377                            | 0.01                           | 0 / 120          | =                | Extraparlamentari |

## Líders
|  | Líder | Líder        | Inici | Final  |
|  | ----- | ------------ | ----- | ------ |
|  |       | Rafael Eitan | 1983  | 1999   |
|  |       | Moshe Gerin  | 1999  | 2009   |
|  |       | Oren Hazan   | 2019  | 2019   |
|  |       | Moshe Gerin  | 2019  | Actual |